# حكايات قبل أن تنزل الآيات
حكايات قبل أن تنزل الآيات، مسلسل تاريخي عراقي، باللغة العربية الفصحى أنتج سنة 1998، وعرض على العديد من القنوات التلفزيونية ومنها قناة اقرأ الفضائية، والمسلسل بجزئين. يتناول بطريقة مشوقة القصص التي حدثت قبل نزول آيات القرآن الكريم، وشارك فيه العديد من نجوم التمثيل في العراق. أشرف على العمل المخرج فيصل الياسري، الموسيقى التصويرية وشارة البداية من تأليف سهيل شوقي.

## قصة العمل
يتناول المسلسل وبحلقات منفصلة العديد من القصص المهمة في تاريخ الإسلام. من هذه القصص (صبرا ال ياسر) و(الفرج بعد الشدة) وقصة المرأة المجادلة وقصة ارض عبدان الحضرمي وغيرها من القصص المهمة.

## الممثلون
- ميمون الخالدي
- غانم حميد
- هند كامل
- عبد الجبار الشرقاوي
- عبد الصاحب نعمة
- عبد الستار البصري
- ستار خضير
- خالد أحمد مصطفى
- آلاء حسين
- عزيز خيون
- مهدي الحسيني
- وجدان الاديب
- عبد القادر الحلبي
- عبير فريد
- طه علوان
- فارس عجام
- سوران علي
- محمد هاشم
- تمارا محمود
- فالح حسين العبدالله

## روابط خارجية
حكايات قبل أن تنزل الآيات على موقع السينما